# Asafoetida
Asafoetida, sau Hingul este o rășină cu un miros foarte puternic și intens, respingător.
La gust seamănă pe departe cu usturoiul, dar nu lasă gust neplăcut în gură, ca acesta.
Este folosit pe larg în bucătăria  indiană, în special la mâncărurile ce conțin linte, năut sau fasole. Întrucât  are un miros extrem de intens, nu este folosit ca atare (sub formă de rășină) decât rareori, ci într-un amestec special, cu făină de orez.